# Patrimoine géologique mondial
Ne doit pas être confondu avec Patrimoine géologique.

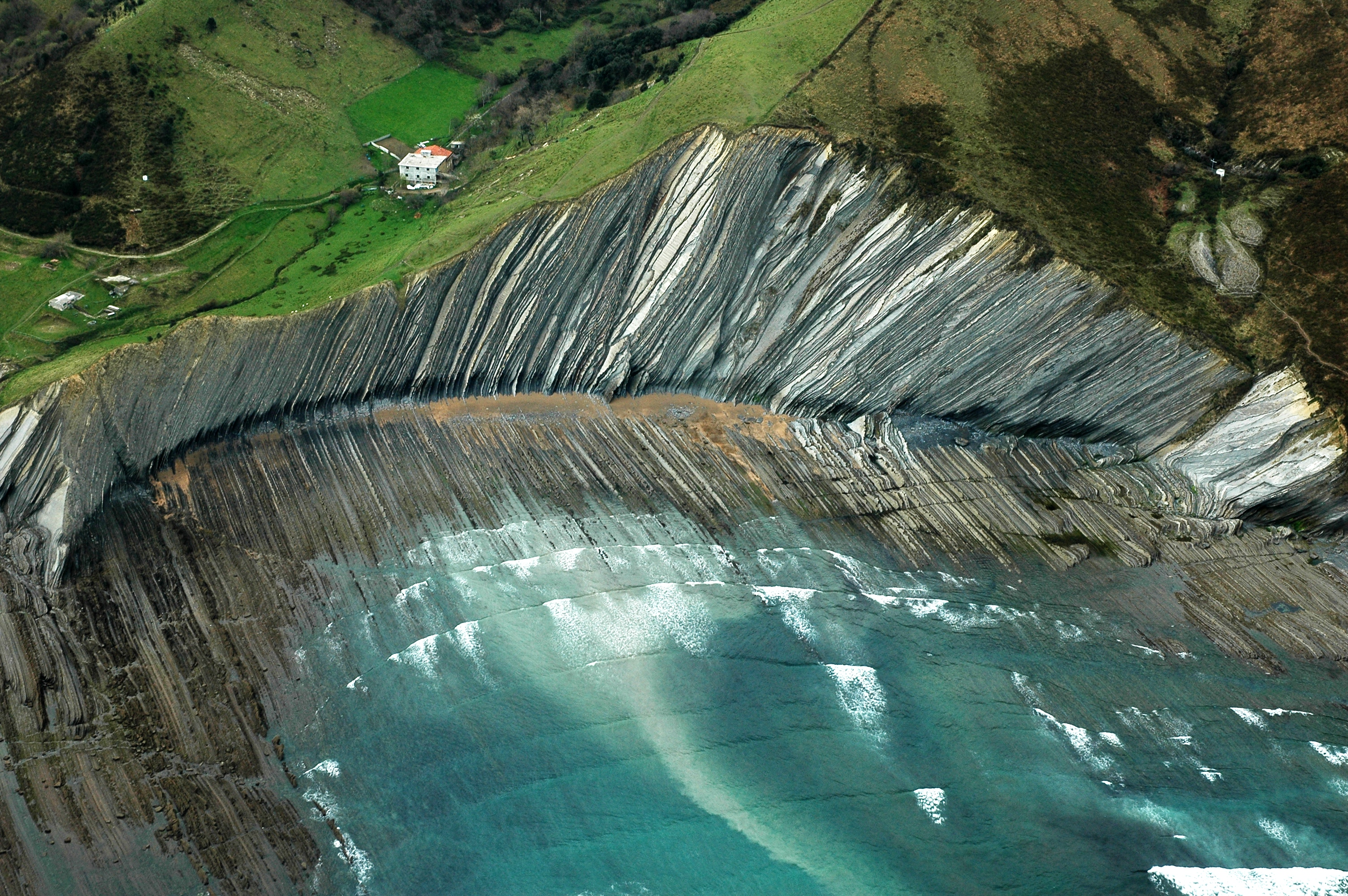
Vue aérienne des flyschs du géoparc de la côte basque à Deba, en Espagne.

Le patrimoine géologique mondial est un label de protection du géotope et de géosites de l'UNESCO créé en 2022 en collaboration avec l'Union internationale des sciences géologiques. Cent premiers sites sont sélectionnés en octobre 2022 pour faire partie de ce réseau d'aires protégées.